# ناقل تسلسلي عام 3.0

شعار عبوة يو إس بي السرعة الفائقة 5 جيجابت/ثانية قديم

يو إس بي 3.0 (الناقل التسلسلي العالمي 3.0) (بالإنجليزية: Universal Serial Bus 3.0 (USB 3.0))، والذي يتم تسويقه باسم يو إس بي فائق السرعة (بالإنجليزية: SuperSpeed USB)، هو الإصدار الرئيسي الثالث من معيار الناقل التسلسلي العالمي (يو إس بي) لربط أجهزة الكمبيوتر والأجهزة الإلكترونية. تم إصداره في نوفمبر 2008. حددت مواصفات يو إس بي 3.0 بنية وبروتوكولًا جديدًا، أطلق عليه اسم السرعة الفائقة، والذي تضمن مسارًا جديدًا لتوفير عمليات نقل البيانات ثنائية الاتجاه والتي تتطلب فعليًا خمسة أسلاك ودبابيس إضافية، مع إضافة مخطط ترميز إشارة جديد (رموز 8ب/10ب، 5 تم تصميم هذه التقنية لنقل البيانات بسرعة تصل إلى 1 جيجابت في الثانية (جيجابت/ثانية؛ والمعروفة أيضًا لاحقًا باسم الجيل الأول)، والحفاظ على بنية يو إس بي 2.0 والبروتوكولات وبالتالي الاحتفاظ بالدبابيس والأسلاك الأصلية الأربعة للتوافق مع الإصدارات السابقة من يو إس بي 2.0، مما أدى إلى تسعة أسلاك في المجموع وتسعة أو عشرة دبابيس في واجهات الموصل (دبوس ID غير سلكي). يمكن لمعدل النقل الجديد، الذي يتم تسويقه باسم يو إس بي فائق السرعة (إس إس)، نقل الإشارات بسرعة تصل إلى 5 جيجابت/ثانية بمعدل بيانات خام 500 ميجا بايت/ثانية بعد تكلفة التشفير، وهو أسرع بنحو 10 مرات من السرعة العالية (الحد الأقصى لمعيار يو إس بي 2.0). يو إس بي 3.0 عادةً ما تكون موصلات النوع أ وب باللون الأزرق، لتمييزها عن موصلات يو إس بي موصلات 2.0، كما هو موصى به في المواصفات. والأحرف الأولى إس إس.
يو إس بي 3.1، الذي تم إصداره في يوليو 2013، هو المواصفات الخليفة التي تحل محل يو إس بي بالكامل مواصفات 3.0. يو إس بي 3.1 يحافظ على بنية يو إس بي فائق السرعة الحالية وبروتوكولها مع وضع التشغيل (رموز 8ب/10ب، 5 جيجابت/ثانية، مما يمنحه تسمية يو إس بي 3.1 الجيل الأول. قدم يو إس بي 3.1 نظام السرعة الفائقة المحسن – مع الحفاظ على بنية السرعة الفائقة وبروتوكولها (المعروف أيضًا باسم يو إس بي فائق السرعة) ودمجهما – مع بنية فائق السرعة بلس إضافية تضيف وتوفر مخطط ترميز جديدًا (رموز 128ب/132ب) وبروتوكولًا يسمى فائق السرعة بلس (المعروف أيضًا باسم يو إس بي فائق السرعة بلس، والذي يتم تسويقه أحيانًا باسم السرعة الفائقة+ أو إس إس+) مع تحديد وضع نقل جديد يسمى يو إس بي 3.1 الجيل الثاني بسرعة إشارة تبلغ 10 جيجابت/ثانية ومعدل بيانات خام يبلغ 1212 ميجابايت/ثانية عبر اتصالات النوع أ والنوع ب و يو إس بي-سي الحالية، أي أكثر من ضعف معدل يو إس بي 3.0 (المعروف أيضًا باسم الجيل الأول).   لا يزال التوافق مع الإصدارات السابقة متوفرًا من خلال تنفيذ يو إس بي 2.0 الموازي. عادةً ما تكون موصلات يو إس بي 3.1 الجيل الثاني من النوع أ والنوع ب باللون الأزرق المخضر.
يو إس بي 3.2، الذي تم إصداره في سبتمبر 2017، يحل محل يو إس بي بالكامل 3.1 المواصفات. اليو إس بي أضافت المواصفات 3.2 مسارًا ثانيًا إلى نظام السرعة الفائقة المعزز بالإضافة إلى التحسينات الأخرى، بحيث ينفذ يو إس بي فائق السرعة بلس الجيل 2x1 (المعروف سابقًا باسم يو إس بي 3.1 الجيل 2)، ووضعي التشغيل الجديدين من الجيل 1x2 والجيل 2x2 أثناء التشغيل على مسارين. لا تزال بنية السرعة الفائقة والبروتوكول (المعروف أيضًا باسم يو إس بي فائق السرعة) ينفذان الجيل أحادي المسار 1x1 (المعروف سابقًا باسم يو إس بي 3.1 الجيل 1) وضع التشغيل. لذلك، فإن العمليات ذات المسارين، أي يو إس بي 3.2 الجيل 1 × 2 (10 جيجابت/ثانية بمعدل بيانات خام يبلغ 1 جيجا بايت/ثانية بعد تكلفة التشفير) و يو إس بي 3.2 الجيل 2 × 2 (20 جيجابت/ثانية، 2.422 لا يمكن نقل البيانات بسرعة (جيجا بايت/ثانية) إلا باستخدام أقمشة يو إس بي-سي كاملة الميزات (24 دبوسًا). اعتبارًا من عام 2023، يو إس بي 3.2 الجيل 1x2 والجيل لم يتم تنفيذ تقنية 2x2 على العديد من المنتجات حتى الآن؛ ومع ذلك، بدأت شركة إنتل في تضمينها في شرائح بحيرة روكيت إل جي إيه 1200 (سلسلة 500) ‏ في يناير 2021 وإيه إم دي في شرائح إل جي إيه 1718 إيه إم 5 ‏ في سبتمبر 2022، لكن Apple لم توفرها أبدًا. من ناحية أخرى، يو إس بي الجيل 3.2 1 × 1 (5 جيجابت/ثانية) وجيل 2 × 1 (10 أصبحت تنفيذات (جيجابت/ثانية) شائعة جدًا. مرة أخرى، يتم توفير التوافق مع الإصدارات السابقة من خلال يو إس بي المتوازي تنفيذ 2.0.

## نظرة عامة
اليو إس بي تتشابه مواصفات 3.0 مع مواصفات يو إس بي 2.0، ولكن مع العديد من التحسينات وتنفيذ بديل. تم الحفاظ على مفاهيم يو إس بي السابقة مثل نقاط النهاية وأنواع النقل الأربعة (السائبة والتحكم والمتزامنة والمقاطعة) ولكن البروتوكول والواجهة الكهربائية مختلفان. تحدد المواصفات قناة منفصلة فعليًا لحمل يو إس بي 3.0 حركة المرور. تؤدي التغييرات في هذه المواصفات إلى تحسينات في المجالات التالية:
- سرعة النقل – يو إس بي يضيف الإصدار 3.0 نوع نقل جديد يسمى السرعة الفائقة أو إس إس، 5 جيجابت/ثانية (كهربائيًا، فهو أكثر تشابهًا مع بي سي إي إكسبريس 2.0 وساتا من يو إس بي 2.0)[9]
- زيادة النطاق الترددي – يو إس بي يستخدم الإصدار 3.0 مسارين للبيانات أحاديي الاتجاه بدلاً من مسار واحد فقط: أحدهما لاستقبال البيانات والآخر لإرسالها
- إدارة الطاقة – تم تعريف حالات إدارة الطاقة للرابط يو 0 إلى يو 3
- تحسين استخدام الحافلات – تمت إضافة ميزة جديدة (باستخدام الحزمتين نردي وإردي) للسماح للجهاز بإخطار المضيف بشكل غير متزامن باستعداده، دون الحاجة إلى الاستطلاع
- دعم الوسائط الدوارة – تم تحديث بروتوكول المجموعة بميزة جديدة تسمى بروتوكول التدفق الذي يسمح بعدد كبير من التدفقات المنطقية داخل نقطة نهاية

يو إس بي 3.0 لديه سرعات نقل تصل إلى 5 جيجابت/ثانية أو 5000 ميجابت/ثانية، أسرع من يو إس بي بحوالي عشر مرات 2.0 (0.48 جيجابت/ثانية) حتى دون الأخذ في الاعتبار أن يو إس بي 3.0 هو ثنائي الاتجاه بالكامل بينما يو إس بي 2.0 هو نصف مزدوج. هذا يعطي يو إس بي 3.0 إجمالي نطاق ترددي ثنائي الاتجاه محتمل أكبر بعشرين مرة من يو إس بي 2.0. مع الأخذ في الاعتبار التحكم في التدفق وتأطير الحزم والنفقات العامة للبروتوكول، يمكن للتطبيقات أن تتوقع 450 ميجا بايت/ثانية من عرض النطاق الترددي.

### الهندسة المعمارية والميزات

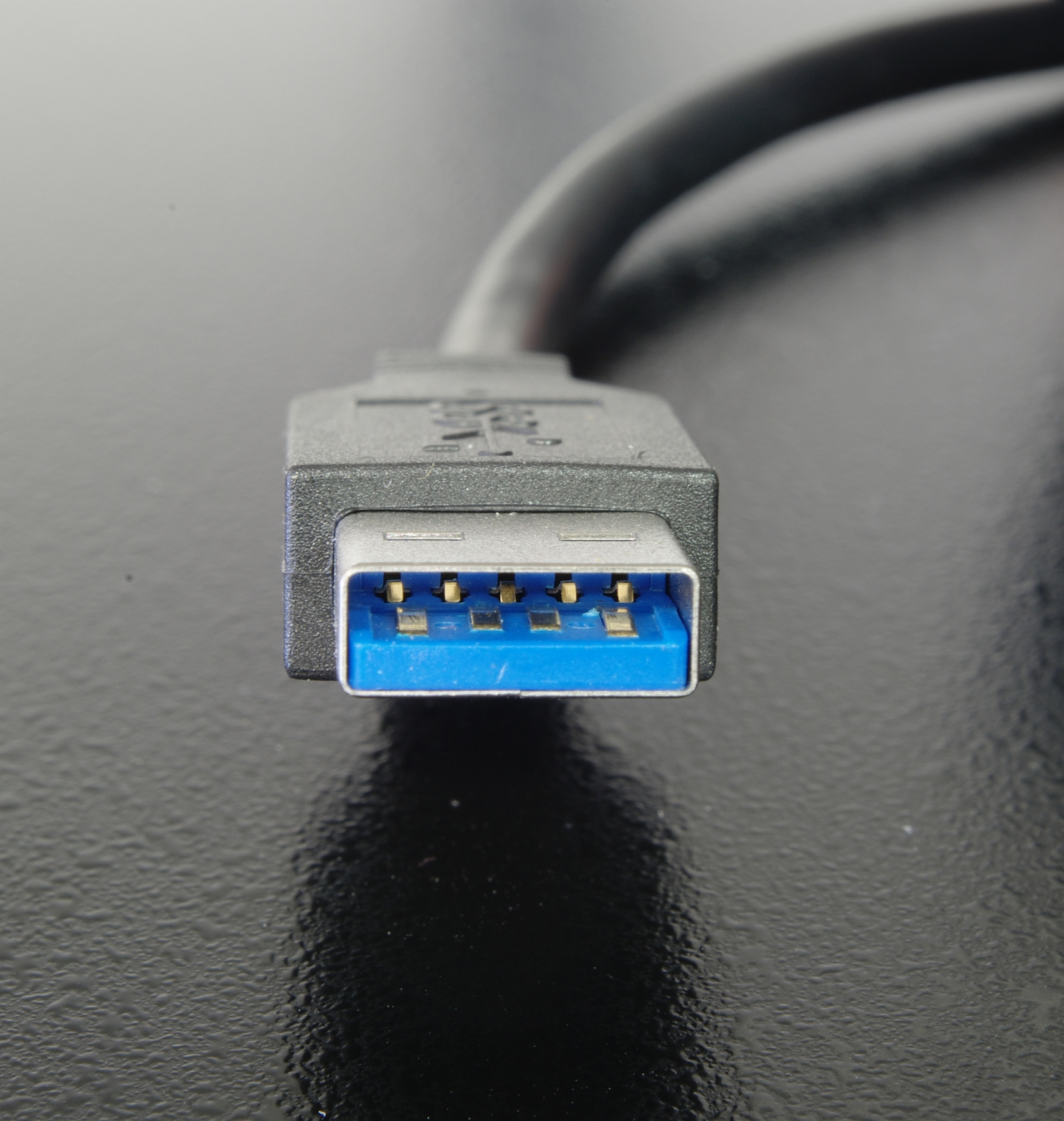
منظر أمامي لمقبس يو إس بي 3.0 قياسي A، يُظهر صفه الأمامي المكون من أربعة دبابيس للتوافق مع الإصدارات السابقة من يو إس بي 1.x/2.0، وصفًا ثانيًا من خمسة دبابيس لتوصيل يو إس بي 3.0 الأحدث. الجزء البلاستيكي باللون الأزرق القياسي لمعيار يو إس بي 3.0، بانتون 300 سي.

في يو إس بي 3.0، يتم استخدام بنية الناقل المزدوج للسماح بكل من يو إس بي 2.0 (السرعة الكاملة، أو السرعة المنخفضة، أو السرعة العالية) ويو إس بي 3.0 (السرعة الفائقة) العمليات التي تتم في وقت واحد، وبالتالي توفير التوافق مع الإصدارات السابقة. الطوبولوجيا الهيكلية هي نفسها، وتتكون من طوبولوجيا نجمة متعددة المستويات مع محور جذر في المستوى 0 ومحاور في مستويات أقل لتوفير اتصال الحافلة بالأجهزة.

### نقل البيانات ومزامنتها
تبدأ معاملة السرعة الفائقة بطلب من المضيف، متبوعًا باستجابة من الجهاز. يقبل الجهاز الطلب أو يرفضه؛ في حال قبوله، يرسل الجهاز بيانات من المضيف أو يقبلها. في حال توقف نقطة النهاية، يستجيب الجهاز بمصافحة ستال (بالإنجليزية: STALL). في حال نقص مساحة التخزين المؤقت أو البيانات، يستجيب الجهاز بإشارة «غير جاهز» (نردي) لإبلاغ المضيف بأنه غير قادر على معالجة الطلب. عندما يكون الجهاز جاهزًا، يرسل إشارة «جهوزية نقطة النهاية» (إردي) إلى المضيف الذي يعيد جدولة المعاملة.
يتيح استخدام البث الأحادي والعدد المحدود من حزم البث المتعدد، بالإضافة إلى الإشعارات غير المتزامنة، إمكانية وضع الروابط التي لا تمرر الحزم بشكل نشط في حالات طاقة منخفضة، مما يسمح بإدارة طاقة أفضل.
يو إس بي يستخدم الإصدار 3.0 ساعة طيف انتشار تتراوح بما يصل إلى 5000 جزء في المليون عند 33 كيلوهرتز لتقليل التداخل الكهرومغناطيسي. ونتيجة لذلك، يحتاج المستقبل إلى «مطاردة» الساعة بشكل مستمر لاستعادة البيانات. يتم مساعدة استعادة الساعة ‏ من خلال التشفير 8ب/10ب والتصميمات الأخرى.

### ترميز البيانات
توفر ناقلة السرعة الفائقة وضع نقل بمعدل اسمي يبلغ 5.0 جيجابت/ثانية، بالإضافة إلى أوضاع النقل الثلاثة الموجودة. مع الأخذ في الاعتبار تكلفة الترميز، فإن معدل إنتاج البيانات الخام هو 4 جيجابت/ثانية، وتعتبر المواصفات أنه من المعقول تحقيق 3.2 جيجابت/ثانية (400 ميجا بايت/ثانية) أو أكثر في الممارسة العملية.
يتم إرسال جميع البيانات كتدفق من أجزاء مكونة من ثمانية بتات (بايت واحد) يتم تشفيرها وتحويلها إلى رموز مكونة من 10 بتات عبر تشفير 8ب/10ب؛ وهذا يساعد في منع عمليات الإرسال من توليد التداخل الكهرومغناطيسي ‏ (EMI). يتم تنفيذ عملية التشفير باستخدام سجل تحويل التغذية الراجعة الخطية الحرة (LFSR). يتم إعادة تعيين سجل تحويل التغذية الراجعة الخطية عند إرسال أو استقبال رمز (بالإنجليزية: COM).
على عكس المعايير السابقة، يو إس بي لا يحدد المعيار 3.0 طولًا أقصى للكابل، ويتطلب فقط أن تلبي جميع الكابلات مواصفات كهربائية: بالنسبة لكابلات النحاس ذات أسلاك معيار السلك الأمريكي 26، فإن الطول العملي الأقصى هو 3 متر (10 ft).

### الطاقة والشحن
كما هو الحال مع الإصدارات السابقة من يو إس بي، يوفر يو إس بي 3.0 الطاقة عند 5 فولت اسمي. التيار المتاح لأجهزة السرعة الفائقة منخفضة الطاقة (حمل وحدة واحدة) هو 150 مللي أمبير، زيادة عن 100 تم تعريف mA في يو إس بي 2.0. بالنسبة لأجهزة السرعة الفائقة عالية الطاقة، الحد الأقصى هو ستة أحمال وحدة أو 900 مللي أمبير (4.5 واط)—ضعف سرعة يو إس بي 2.0 تقريبًا 500 مللي أمبير.:section 9.2.5.1 Power Budgeting
قد تنفذ منافذ يو إس بي 3.0 مواصفات يو إس بي أخرى لزيادة الطاقة، بما في ذلك مواصفات شحن بطارية يو إس بي [الإنجليزية] لما يصل إلى 1.5 أ أو 7.5 وات، أو في حالة يو إس بي 3.1، مواصفات توصيل الطاقة عبر يو إس بي [الإنجليزية] لشحن الجهاز المضيف حتى 100 و.

### مخطط التسمية
بدءًا من مواصفات يو إس بي 3.2، قدمت يو إس بي-آي إف مخطط تسمية جديدًا. لمساعدة الشركات في وضع العلامات التجارية لأوضاع التشغيل المختلفة، أوصت يو إس بي-آي إف بوضع العلامات التجارية على أوضاع التشغيل 5 و10 و20 إمكانيات جيجابت/ثانية مثل يو إس بي فائق السرعة 5 جيجابت/ثانية و يو إس بي فائق السرعة 10 جيجابت/ثانية، و يو إس بي فائق السرعة 20 جيجابت/ثانية، على التوالي.
في عام 2023، تم استبدالها مرة أخرى، واستبدال السرعة الفائقة بيو إس بي 5 جيجابت/ثانية، ويو إس بي 10 جيجابت/ثانية، ويو إس بي 20 جيجابت/ثانية، وتقديم شعارات جديدة للتغليف والمنافذ.

## التوفر

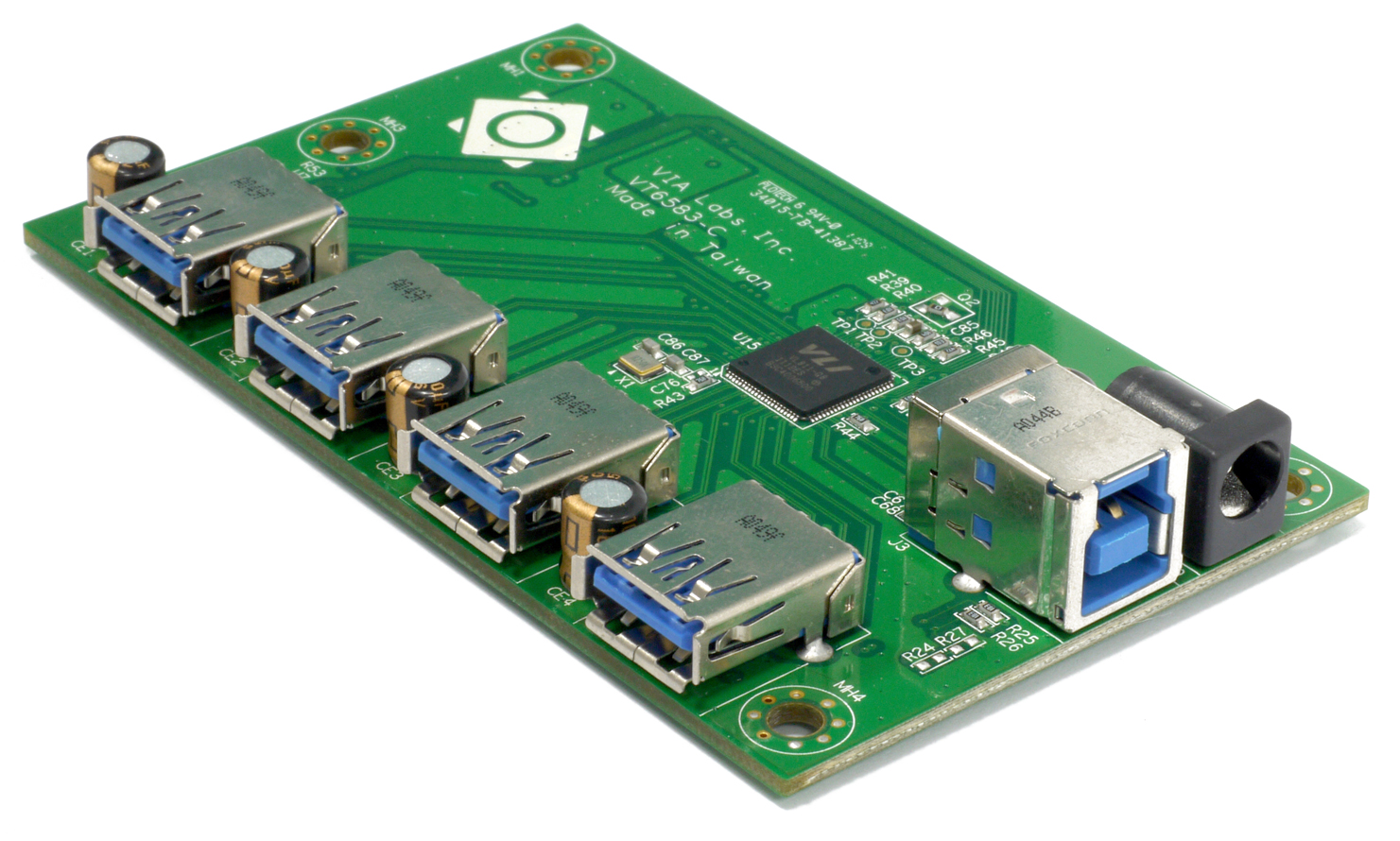
لوحة الدائرة الداخلية والموصلات لمحور يو إس بي 3.0 رباعي المنافذ، باستخدام مجموعة شرائح فيا للتقنيات

أعلنت مجموعة يو إس بي 3.0 مجموعة المروجين في 17 نوفمبر 2008 أن مواصفات الإصدار 3.0 قد اكتملت وتم الانتقال إلى منتدى منفذي يو إس بي (يو إس بي-آي إف)، الهيئة الإدارية لمواصفات يو إس بي. لقد فتحت هذه الخطوة فعليًا المواصفات أمام مطوري الأجهزة لتطبيقها في المنتجات المستقبلية.
تم الإعلان عن أول منتجات يو إس بي 3.0 الاستهلاكية وشحنها بواسطة تكنولوجيا بافالو [الإنجليزية] في نوفمبر 2009، بينما تم إصدار أول يو إس بي معتمد تم الإعلان عن منتجات المستهلك 3.0 في 5 يناير 2010، في معرض لاس فيغاس للإلكترونيات الاستهلاكية (CES)، بما في ذلك اثنتان من اللوحات الأم من أسوس وتكنولوجيا جيجابايت.
تشمل الشركات المصنعة لوحدات تحكم مضيف يو إس بي 3.0، على سبيل المثال لا الحصر، رينيساس إلكترونيكس ومنطق الفريسكو وأسميديا [الإنجليزية] وإيترون وفيا للتقنيات وتكساس إنسترومنتس وإن إي سي وإنفيديا. اعتبارًا من نوفمبر 2010، حصلت شركتا رينيساس ومنطق الفريسكو على شهادة يو إس بي-آي إف. وقد تم رؤية اللوحات الأم لمعالجات ساندي بريدج من إنتل مع وحدات التحكم المضيفة أسميديا وإيترون أيضًا. في 28 أكتوبر 2010، أصدرت شركة هيوليت-باكارد جهاز إتش بي إنفي ‏ 17 3 دي المزود بمنفذ يو إس بي من رينيساس 3.0 وحدة تحكم المضيف قبل عدة أشهر من بعض منافسيها. عملت إيه إم دي مع رينيساس لإضافة منفذ يو إس بي الخاص بها تنفيذ 3.0 في شرائحها لمنصاتها لعام 2011.[بحاجة لتحديث] في معرض سي إس إس 2011، كشفت شركة توشيبا عن كمبيوتر محمول يُدعى «كوزميو [الإنجليزية] إكس 500» والذي يتضمن يو إس بي 3.0 و بلوتوث 3.0، كما أصدرت سوني سلسلة جديدة من أجهزة الكمبيوتر المحمولة سوني فايو والتي تتضمن يو إس بي 3.0 وبلوتوث 3.0. 3.0. اعتبارًا من أبريل 2011، أصبحت سلسلة إنسبيرون وديل إكس بي إس ‏ متوفرة مع منافذ يو إس بي كانت منافذ يو إس بي 3.0، واعتبارًا من مايو 2012، كانت سلسلة أجهزة الكمبيوتر المحمولة ديل لاتيتيود كذلك؛ ومع ذلك فشلت أجهزة استضافة الجذر يو إس بي في العمل بسرعة فائقة تحت نظام التشغيل ويندوز 8.

### إضافة إلى المعدات الموجودة

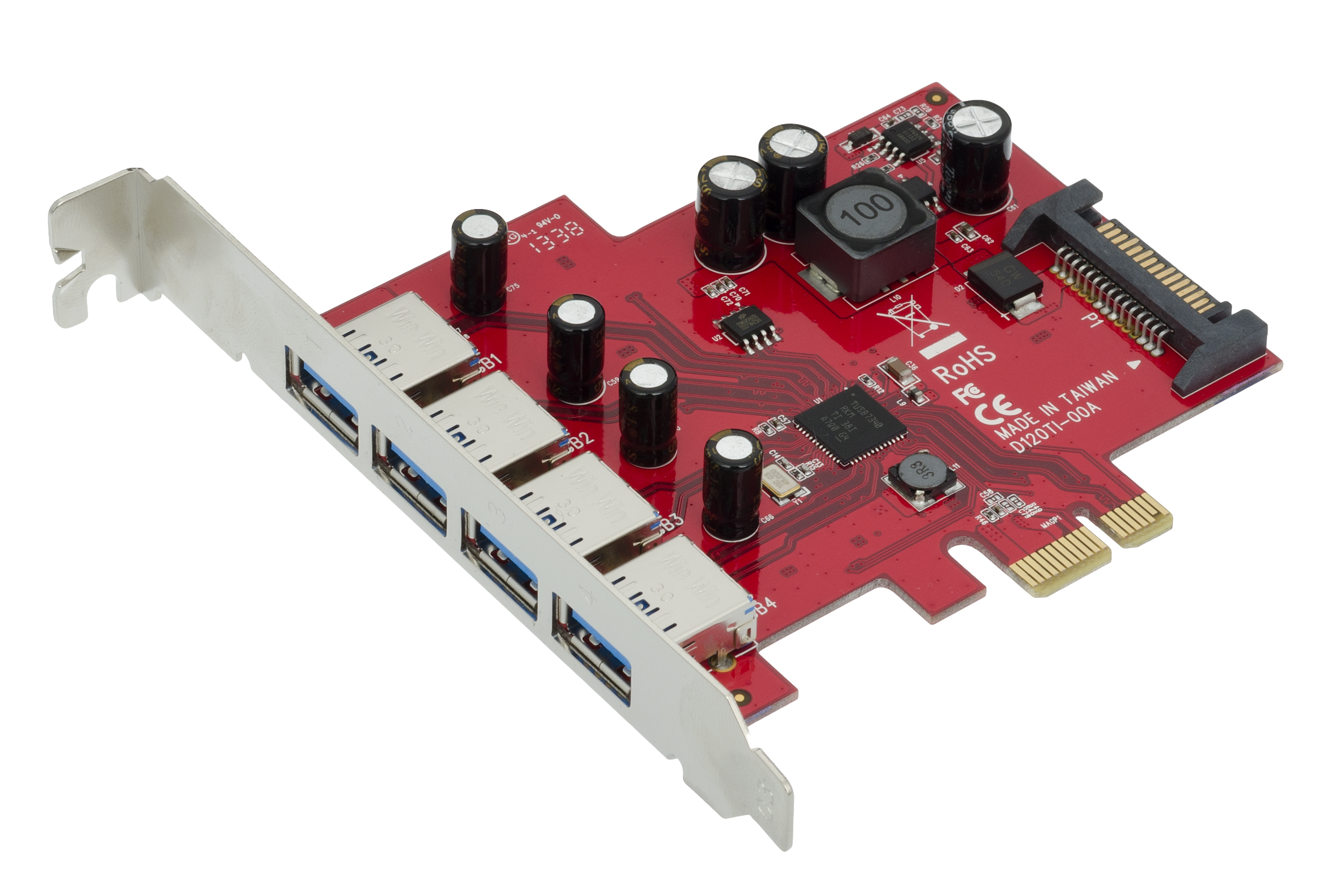
وحدة تحكم يو إس بي 3.0 في شكل بطاقة توسعة بي سي إي إكسبريس

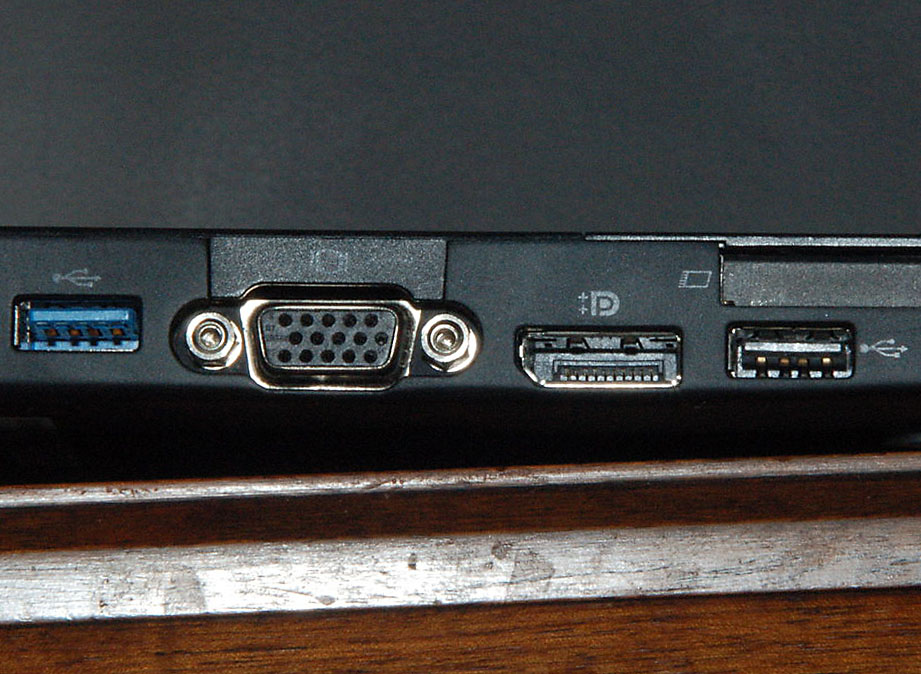
الموصلات الجانبية على الكمبيوتر المحمول. من اليسار إلى اليمين: يو إس بي 3.0 منفذ قياسي A (مضيف) (الخمس جهات اتصال الإضافية ليو إس بي 3 مرئية على الجانب السفلي من اللسان)، موصل في جي إيه، موصل منفذ العرض، يو إس بي 2.0 منفذ قياسي-أ (مضيف).

يمكن الحصول على طاقة إضافية للمنافذ المتعددة في الكمبيوتر المحمول بالطرق التالية:
- بعض بطاقات إكسبريس إلى يو إس بي يمكن توصيل محولات 3.0 عبر كابل بمنفذ يو إس بي إضافي منفذ 2.0 على الكمبيوتر، والذي يوفر طاقة إضافية.
- قد تحتوي بطاقة بطاقة إكسبريس على مقبس لمصدر طاقة خارجي.
- إذا كان الجهاز الخارجي يحتوي على موصل مناسب، فيمكن تشغيله بواسطة مصدر طاقة خارجي.
- يو إس بي منفذ 3.0 يوفره بطاقة إكسبريس إلى يو إس بي يمكن توصيل المحول 3.0 بمنفذ يو إس بي يعمل بالطاقة بشكل منفصل محور 3.0، مع أجهزة خارجية متصلة بهذا المنفذ يو إس بي 3.0 المحور.

على اللوحات الأم لأجهزة الكمبيوتر المكتبية التي تحتوي على فتحات بي سي إي إكسبريس (PCIe) (أو معيار PCI الأقدم)، يو إس بي يمكن إضافة دعم 3.0 كبطاقة توسعة بي سي إي إكسبريس. بالإضافة إلى فتحة بي سي إي إكسبريس الفارغة على اللوحة الأم، هناك العديد من منافذ «بي سي إي إكسبريس إلى يو إس بي» يجب توصيل بطاقات التوسعة مقاس 3.0 بوصة بمصدر طاقة مثل محول موليكس [الإنجليزية] أو مصدر طاقة خارجي، لتشغيل العديد من منافذ يو إس بي الأجهزة 3.0 مثل الهواتف المحمولة أو محركات الأقراص الصلبة الخارجية التي لا تحتوي على مصدر طاقة آخر غير يو إس بي؛ اعتبارًا من عام 2011، غالبًا ما يتم استخدامها لتزويد اثنين إلى أربعة منافذ يو إس بي 3.0 منافذ مع 0.9 كاملة أ (4.5 و) من الطاقة التي يمتلكها كل منفذ يو إس بي إن منفذ 3.0 قادر على ذلك (مع نقل البيانات أيضًا)، في حين أن منفذ بي سي إي إكسبريس نفسه لا يستطيع توفير القدر المطلوب من الطاقة.
إذا كانت الاتصالات الأسرع بأجهزة التخزين هي السبب في التفكير في استخدام يو إس بي 3.0، هناك بديل وهو استخدام إيساتاب [الإنجليزية]، ربما عن طريق إضافة دعامة فتحة توسعة غير مكلفة توفر منفذ إيساتاب؛ توفر بعض محركات الأقراص الصلبة الخارجية كل من واجهات يو إس بي (2.0 أو 3.0) وإيساتاب. لضمان التوافق بين اللوحات الأم والأجهزة الطرفية، يجب اعتماد جميع الأجهزة المعتمدة من يو إس بي من قبل منتدى منفذي يو إس بي (يو إس بي-آي إف). نظام اختبار متكامل واحد على الأقل من البداية إلى النهاية ليو إس بي 3.0 المصممين متاحون في السوق.

### التبني
أعلنت مجموعة يو إس بي مجموعة المروجين عن إصدار يو إس بي 3.0 في نوفمبر 2008. في 5 يناير 2010، أعلنت يو إس بي-آي إف عن أول لوحتين رئيسيتين معتمدتين بمعيار يو إس بي 3.0، واحدة من أسوس والأخرى من تكنولوجيا جيجابايت. تضمنت الإعلانات السابقة قائمة جيجابايت الصادرة في أكتوبر 2009 والتي تضم سبع لوحات رئيسية مزودة بشريحة بي 55 ‏ ومنفذ يو إس بي 3.0، ولوحة رئيسية من أسوس تم إلغاؤها قبل الإنتاج.
وكان من المتوقع أن تدخل وحدات التحكم التجارية في الإنتاج بكميات كبيرة في الربع الأول من عام 2010. في 14 سبتمبر 2009، أعلنت فريكوم [الإنجليزية] عن محرك أقراص ثابت خارجي مزود بمنفذ يو إس بي 3.0. في 4 يناير 2010، أعلنت شركة سيجيت عن قرص صلب محمول صغير مزود بمنفذ يو إس بي إضافي 3.0 بطاقة إكسبريس، مخصصة لأجهزة الكمبيوتر المحمولة (أو أجهزة الكمبيوتر المكتبية مع إضافة فتحة بطاقة إكسبريس) في معرض لاس فيغاس للإلكترونيات الاستهلاكية.
يحتوي الخط الرئيسي لنواة Linux على دعم ليو إس بي 3.0 منذ الإصدار 2.6.31، الذي تم إصداره في سبتمبر 2009.
FreeBSD يدعم يو إس بي 3.0 منذ الإصدار 8.2، الذي تم إصداره في فبراير 2011.
كان ويندوز 8 أول نظام تشغيل من Microsoft يوفر دعمًا مدمجًا ليو إس بي 3.0. في نظام التشغيل ويندوز 7 لم يتم تضمين الدعم مع الإصدار الأولي لنظام التشغيل. ومع ذلك، فإن برامج التشغيل التي تمكّن الدعم لنظام التشغيل ويندوز 7 متاحة من خلال مواقع الويب الخاصة بمصنّعي الأجهزة.
أطلقت شركة إنتل أول مجموعة شرائح بها منافذ يو إس بي 3.0 مدمجة في عام 2012 مع إصدار مجموعة شرائح نقطة النمر [الإنجليزية]. ادعى بعض محللي الصناعة أن شركة إنتل كانت بطيئة في دمج يو إس بي 3.0 في مجموعة الشرائح، مما أدى إلى إبطاء التبني السائد. قد تكون هذه التأخيرات بسبب مشاكل في عملية تصنيع سيموس، التركيز على تطوير منصة نيهالم، الانتظار حتى تنضج جميع معايير اتصالات 3.0 (يو إس بي 3.0، مسرى الربط السريع بين المكونات الطرفية 3.0، ساتا 3.0) قبل تطوير مجموعة شرائح جديدة، أو تكتيك من جانب شركة إنتل لتفضيل واجهة منفذ الصاعقة الجديدة. أعلنت شركة أبل عن أجهزة الكمبيوتر المحمولة المزودة بمنافذ يو إس بي 3.0 في 11 يونيو 2012، بعد مرور ما يقرب من أربع سنوات على الانتهاء من تطوير يو إس بي 3.0.
بدأت إيه إم دي في دعم يو إس بي 3.0 مع مراكز التحكم فيوجن الخاصة بها في عام 2011. أعلنت شركة سامسونج للإلكترونيات عن دعمها لمعيار يو إس بي 3.0 من خلال منصة إكسينوس 5 المزدوج المستندة إلى آرم والمخصصة للأجهزة المحمولة.

## المشاكل

### السرعة والتوافق
مجموعة متنوعة من أجهزة يو إس بي المبكرة تستخدم تطبيقات 3.0 على نطاق واسع عائلة وحدات التحكم المضيفة إن إي سي / رينيساس μD72020x، والتي من المعروف أنها تتطلب تحديث البرامج الثابتة للعمل بشكل صحيح مع بعض الأجهزة.
عامل يؤثر على سرعة أجهزة تخزين يو إس بي (أكثر وضوحًا مع يو إس بي الأجهزة 3.0، ولكن يمكن ملاحظتها أيضًا باستخدام يو إس بي المشكلة (على سبيل المثال، الإصدارات 2.0) هي أن برامج تشغيل بروتوكول نقل البيانات بالجملة عبر يو إس بي ‏ (BOT) أبطأ بشكل عام من برامج تشغيل بروتوكول واجهة نظام الكمبيوتر الصغير المرفق عبر يو إس بي ‏ (UAS[P]).
في بعض اللوحات الأم القديمة (2009 – 2010) المستندة إلى إيبكس بيك [الإنجليزية]، يوجد منفذ يو إس بي المدمج يتم توصيل شرائح 3.0 افتراضيًا عبر منفذ 2.5 مسار جيجا/ثانية بي سي إي إكسبريس لمركز وحدة التحكم في المنصة ‏، والذي لم يوفر بعد ذلك سرعة بي سي إي إكسبريس 2.0 كاملة (5 جيجا/ثانية)، لذلك لم توفر نطاق ترددي كافٍ حتى لوصلة يو إس بي واحدة منفذ 3.0. تحتوي الإصدارات المبكرة من هذه اللوحات (على سبيل المثال تكنولوجيا جيجابايت بي 55 إيه-يو دي 4 أو بي 55 إيه-يو دي 6) على مفتاح يدوي (في بايوس) يمكنه توصيل يو إس بي كان الهدف من هذه الخطوة هو توصيل شريحة بي سي إي إكسبريس 2.0 إلى المعالج (بدلاً من مركز وحدة التحكم في المنصة)، وهو ما وفر اتصال بي سي إي إكسبريس 2.0 كامل السرعة حتى في ذلك الوقت، ولكن هذا يعني استخدام عدد أقل من مسارات بي سي إي إكسبريس 2.0 لبطاقة الرسومات. ومع ذلك، استخدمت اللوحات الأحدث (مثل جيجابايت بي 55 إيه-يو دي 7 أو أسوس بي 7 بي 55 دي-إي بريميوم) تقنية ربط القنوات (في حالة اللوحات التي يوفرها مفتاح بي إل إكس ‏ بي إي إكس 8608 أو بي إي إكس 8613 بي سي إي إكسبريس) التي تجمع بين اثنين من منافذ بي سي إي إكسبريس 2.5. مسارات جيجا/ثانية في بي سي إي إكسبريس 5 واحد مسار جيجا/ثانية (من بين ميزات أخرى)، وبالتالي الحصول على النطاق الترددي اللازم من مركز وحدة التحكم في المنصة.

### تداخل الترددات الراديوية
يو إس بي قد تتداخل أجهزة وكابلات 3.0 مع الأجهزة اللاسلكية العاملة في 2.4 نطاق آي إس إم جيجاهرتز. قد يؤدي هذا إلى انخفاض في معدل الإنتاج أو فقدان الاستجابة تمامًا مع أجهزة البلوتوث وواي فاي. عندما لم يتمكن المصنعون من حل مشكلات التداخل في الوقت المناسب، اضطرت بعض الأجهزة المحمولة، مثل فيفو إكس بلاي 3S، إلى إسقاط دعم يو إس بي 3.0 قبل شحنها مباشرة. يمكن تطبيق استراتيجيات مختلفة للتخفيف من حدة المشكلة، بدءًا من الحلول البسيطة، مثل زيادة مسافة يو إس بي 3.0 الأجهزة من أجهزة واي فاي وبلوتوث، إلى تطبيق حجب إضافي حول مكونات الكمبيوتر الداخلية.

## الموصلات
يقبل منفذ يو إس بي 3.0 القياسي-أ إما قابس يو إس بي 3.0 القياسي-أ أو قابس يو إس بي 2.0 القياسي-أ. على العكس، من الممكن توصيل قابس يو إس بي 3.0 القياسي-أ بمقبس يو إس بي 2.0 القياسي-أ. هذا مبدأ التوافق مع الإصدارات السابقة. يُستخدم القابس القياسي-أ للتوصيل بمنفذ الكمبيوتر، على جانب المضيف.
يقبل منفذ يو إس بي 3.0 القياسي-ب إما قابس يو إس بي 3.0 القياسي-ب أو قابس يو إس بي 2.0 القياسي-ب. ينطبق التوافق مع الإصدارات السابقة على توصيل قابس يو إس بي 2.0 القياسي-ب بمقبس يو إس بي 3.0 القياسي-ب. ومع ذلك، لا يمكن توصيل قابس يو إس بي 3.0 القياسي-ب بمقبس يو إس بي 2.0 القياسي-ب نظرًا لكبر حجم الموصل. يُستخدم قابس القياسي-ب على جانب الجهاز.
نظرًا لأن منافذ يو إس بي 2.0 ويو إس بي 3.0 قد تتواجد معًا على نفس الجهاز، ويبدو شكلها متشابهًا، توصي مواصفات يو إس بي 3.0 بأن يكون مقبس يو إس بي 3.0 القياسي A مزودًا بمدخل أزرق (لون بانتون 300 سي). وينطبق نفس الترميز اللوني على قابس يو إس بي 3.0 القياسي A.:sections 3.1.1.1 and 5.3.1.3
قدّم يو إس بي 3.0 أيضًا قابس كابل مايكرو ب جديدًا، يتكون من قابس كابل يو إس بي 1.x/2.0 مايكرو ب قياسي، مع قابس إضافي خماسي الأطراف «مكدس» بجانبه. بهذه الطريقة، يحافظ مقبس مضيف يو إس بي 3.0 مايكرو ب على توافقه مع قابس كابل يو إس بي 1.x/2.0 مايكرو ب، مما يسمح للأجهزة المزودة بمنافذ يو إس بي 3.0 مايكرو ب بالعمل بسرعات يو إس بي 2.0 على كابلات يو إس بي 2.0 مايكرو ب. ومع ذلك، لا يمكن توصيل قابس يو إس بي 3.0 مايكرو ب بمقبس يو إس بي 2.0 مايكرو ب، نظرًا لحجم الموصل الأكبر.

### تعيينات الدبوس
يتمتع الموصل بنفس التكوين المادي للموصل السابق ولكن بخمسة دبابيس إضافية.
دبابيس في بي يو إس وD− وD+ وجي إن دي ضرورية لاتصالات يو إس بي 2.0. دبابيس يو إس بي 3.0 الخمسة الإضافية عبارة عن زوجين تفاضليين وأرضي واحد (بالإنجليزية: GND_DRAIN). يُستخدم الزوجان التفاضليان الإضافيان لنقل البيانات بسرعة فائقة، ويُستخدمان لإشارات السرعة الفائقة فائقة السرعة ثنائية الاتجاه. دبوس (بالإنجليزية: GND_DRAIN) مخصص لتوصيل سلك التصريف والتحكم في التداخل الكهرومغناطيسي والحفاظ على سلامة الإشارة.
| الدبوس                                                                            | اللون   | اسم الإشارة               | اسم الإشارة               | الوصف                                   |
| الدبوس                                                                            | اللون   | موصل أ                    | موصل ب                    | الوصف                                   |
| --------------------------------------------------------------------------------- | ------- | ------------------------- | ------------------------- | --------------------------------------- |
| الصدَفَة                                                                            | —       | الدرع                     | الدرع                     | غلاف معدني                              |
| 1                                                                                 | أحمر    | في بي يو إس               | في بي يو إس               | الطاقة                                  |
| 2                                                                                 | أبيض    | دي−                       | دي−                       | زوج تفاضلي يو إس بي 2.0                 |
| 3                                                                                 | أخضر    | دي+                       | دي+                       | زوج تفاضلي يو إس بي 2.0                 |
| 4                                                                                 | أسود    | جي إن دي                  | جي إن دي                  | تأريض لإعادة الطاقة                     |
| 5                                                                                 | أزرق    | (بالإنجليزية: StdA_SSRX−) | (بالإنجليزية: StdB_SSTX−) | زوج تفاضلي لجهاز استقبال فائق السرعة    |
| 6                                                                                 | أصفر    | (بالإنجليزية: StdA_SSRX+) | (بالإنجليزية: StdB_SSTX+) | زوج تفاضلي لجهاز استقبال فائق السرعة    |
| 7                                                                                 | —       | (بالإنجليزية: GND_DRAIN)  | (بالإنجليزية: GND_DRAIN)  | تأريض لإعادة الإشارة                    |
| 8                                                                                 | أرجواني | (بالإنجليزية: StdA_SSTX−) | (بالإنجليزية: StdB_SSRX−) | زوج تفاضلي لجهاز إرسال فائق السرعة      |
| 9                                                                                 | برتقالي | (بالإنجليزية: StdA_SSTX+) | (بالإنجليزية: StdB_SSRX+) | زوج تفاضلي لجهاز إرسال فائق السرعة      |
| يحتوي موصل يو إس بي 3.0 باورد-بي على دبوسين إضافيين لتزويد الجهاز بالطاقة والأرض. |         |                           |                           |                                         |
| 10                                                                                | —       | —                         | دي بي دبليو آر            | الطاقة المقدمة للجهاز (باورد-بي فقط)    |
| 11                                                                                | —       | —                         | دي جي إن دي               | أرض لعودة دي بي دبليو آر (باورد-بي فقط) |

### التوافق مع الإصدارات السابقة

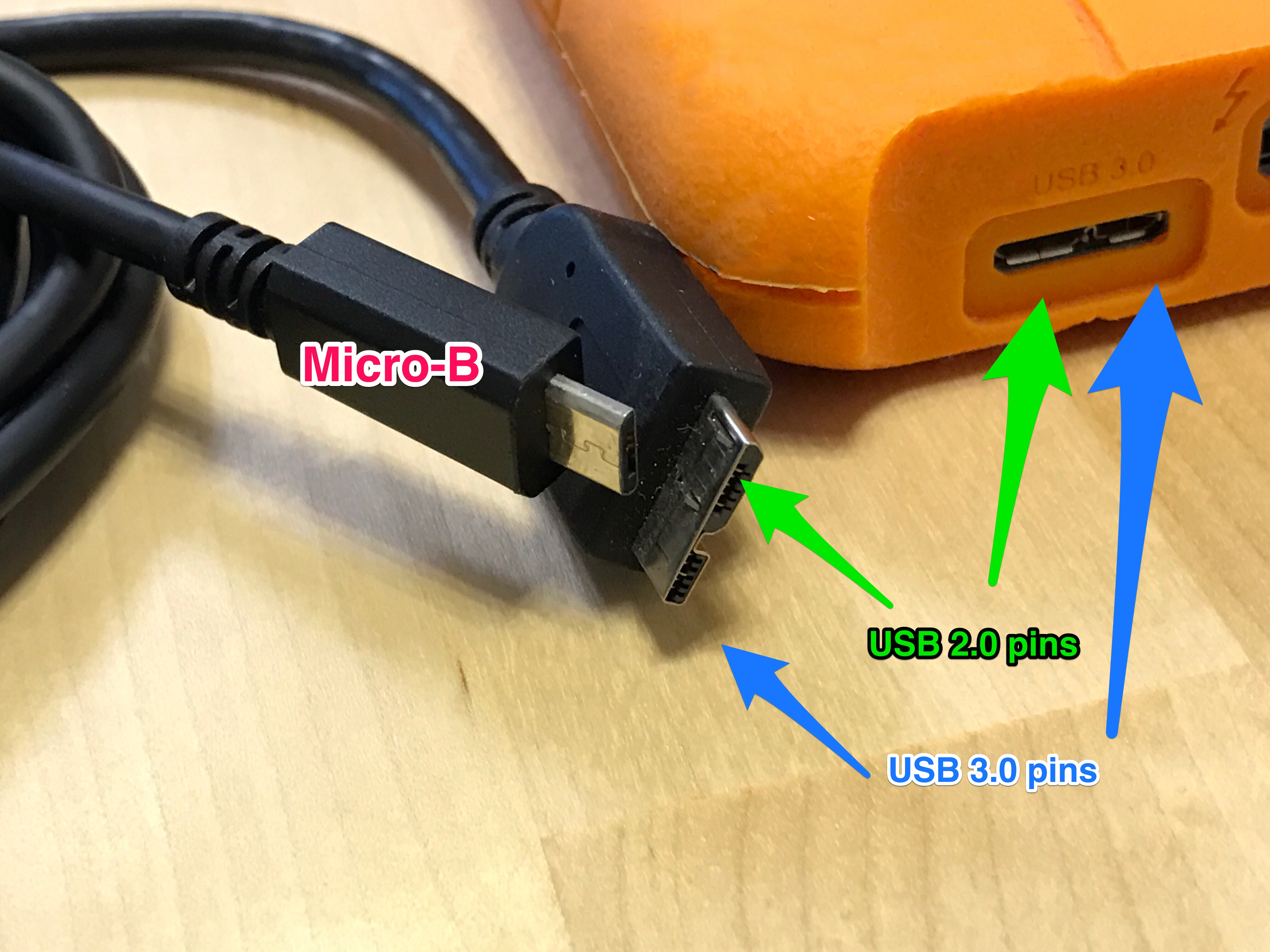
يو إس بي مايكرو ب يو إس بي 2.0 مقابل يو إس بي مايكرو ب فائق السرعة (يو إس بي 3.0)

يو إس بي 3.0 و يو إس بي تم تصميم المقابس والمنافذ من النوع إيه 2.0 (أو الأقدم) للتشغيل المتبادل.
يو إس بي 3.0 منافذ النوع ب، مثل تلك الموجودة في الأجهزة الطرفية، أكبر من تلك الموجودة في منافذ يو إس بي 2.0 (أو الإصدارات السابقة)، وتقبل كلاً من منافذ يو إس بي الأكبر قابس 3.0 من النوع ب ومنفذ يو إس بي الأصغر قابس من النوع ب 2.0 (أو إصدار أقدم). يو إس بي 3.0 المقابس من النوع ب أكبر من يو إس بي المقابس من النوع ب 2.0 (أو الأقدم)؛ لذلك، يو إس بي لا يمكن إدخال المقابس من النوع ب 3.0 في يو إس بي 2.0 (أو إصدار سابق) من المقابس من النوع ب.
قابس ومقبس مايكرو يو إس بي 3.0 (مايكرو ب) مخصصان بشكل أساسي للأجهزة المحمولة الصغيرة مثل الهواتف الذكية والكاميرات الرقمية وأجهزة GPS. مقبس مايكرو يو إس بي 3.0 متوافق مع الإصدارات السابقة من قابس مايكرو يو إس بي 2.0.
تم تصميم المقبس الخاص بإيساتاب [الإنجليزية]، وهو عبارة عن مجموعة إي ساتا/يو إس بي، لقبول مقابس يو إس بي من النوع أ من يو إس بي 2.0 (أو إصدار سابق)، لذا فهو يقبل أيضًا يو إس بي 3.0 المقابس من النوع أ.

## يو إس بي 3.1

شعار عبوة السرعة الفائقة+ يو إس بي 10 جيجابت/ثانية قديم الطراز

في يناير 2013 أعلنت مجموعة يو إس بي عن خططها لتحديث يو إس بي 3.0 إلى 10 جيجابت/ثانية (1250 ميجابايت/ثانية). انتهت المجموعة إلى إنشاء مواصفات يو إس بي جديدة، يو إس بي 3.1، الذي تم إصداره في 31 يوليو 2013، ليحل محل معيار يو إس بي 3.0. تستحوذ مواصفات يو إس بي 3.1 على معدل نقل يو إس بي السرعة الفائقة الموجود في يو إس بي 3.0، والذي يُشار إليه الآن باسم يو إس بي 3.1 الجيل الأول، وتقدم معدل نقل أسرع يسمى يو إس بي فائق السرعة 10 جيجابت/ثانية، وهو ما يتوافق مع وضع التشغيل يو إس بي 3.1 الجيل الثاني، مما يجعله على قدم المساواة مع قناة منفذ الصاعقة واحدة من الجيل الأول. يتضمن شعار الوضع الجديد تعليقًا منمقًا باسم السرعة الفائقة+؛ يشير هذا إلى بروتوكول فائق السرعة بلس المحدث. اليو إس بي 3.1 الجيل يقلل الوضع 2 أيضًا من تكلفة ترميز الخط إلى 3% فقط عن طريق تغيير مخطط الترميز إلى 128ب/132ب، مع معدل بيانات خام يبلغ 1212 ميجا بايت/ثانية. أول يو إس بي 3.1 أظهر تنفيذ الجيل الثاني سرعات نقل حقيقية تبلغ 7.2 جيجابت/ثانية.
تتضمن مواصفات يو إس بي 3.1 مواصفات يو إس بي 2.0 مع الحفاظ الكامل على طبقتها المادية المخصصة وبنيتها وبروتوكولها بالتوازي. تحدد مواصفات يو إس بي 3.1 أوضاع التشغيل التالية:
- يو إس بي 3.1 الجيل 1- تم تسويقها حديثًا باسم السرعة الفائقة أو إس إس، 5 معدل الإشارة جيجابت/ثانية على مسار واحد باستخدام تشفير 8ب/10ب (معدل البيانات الخام: 500 ميجا بايت/ثانية)؛ يحل محل يو إس بي 3.0.
- يو إس بي 3.1 الجيل 2 - جديد، يتم تسويقه باسم السرعة الفائقة+ أو إس إس+، 10 معدل الإشارة جيجابت/ثانية على مسار واحد باستخدام تشفير 128ب/132ب (معدل البيانات الخام: 1212 ميجا بايت/ثانية).

معدل البيانات الاسمي بالبايتات يمثل تكلفة ترميز البت. معدل بت الإشارة السرعة الفائقة الفعلي هو 5 جيجابت/ثانية. ونظرًا لأن نقل كل بايت يستغرق 10 مرات بت، فإن تكلفة البيانات الخام هي 20٪، وبالتالي فإن معدل البايت الخام هو 500 ميجابايت/ثانية، وليس 625. وبالمثل، بالنسبة لرابط الجيل الثاني، يكون الترميز 128ب/132ب، لذا فإن نقل 16 بايت يستغرق فعليًا 16.5 بايت، أو 3٪ تكلفة. وبالتالي، فإن معدل البايت الخام الجديد هو 128/132 * 10 جيجابت/ثانية = 9.697 جيجابت/ثانية = 1212 ميجابايت/ثانية. في الواقع، يحتوي أي وضع تشغيل على إدارة ارتباط إضافية وتكلفة بروتوكول، وبالتالي فإن أفضل معدلات البيانات التي يمكن تحقيقها لوضع تشغيل الجيل الثاني تكون أقل من 800 ميجابايت/ثانية تقريبًا لقراءة عمليات النقل المجمعة فقط.
تم إساءة استخدام إعادة تحديد مواصفات يو إس بي 3.0 كـ«يو إس بي 3.1 الجيل الأول» من قبل بعض الشركات المصنعة للإعلان عن المنتجات ذات معدلات الإشارة 5 جيجابت/ثانية فقط كـ «يو إس بي 3.1» عن طريق حذف الجيل المحدد.

## يو إس بي 3.2

شعار عبوة السرعة الفائقة+ يو إس بي 20 جيجابت/ثانية قديم الطراز

شعار منفذ يو إس بي 20 جيجابت/ثانية

في 25 يوليو 2017، صدر بيان صحفي من يو إس بي 3.0 قامت مجموعة مجموعة المروجين بتفصيل تحديث معلق لمواصفات يو إس بي-سي، والذي يحدد مضاعفة النطاق الترددي لكابلات يو إس بي-سي الحالية. بموجب مواصفات يو إس بي 3.2، التي تم إصدارها في 22 سبتمبر 2017، تم اعتماد يو إس بي-سي الحالي الحاصل على شهادة السرعة الفائقة 3.1 الجيل 1 كابلات ستكون قادرة على العمل بسرعة 10 جيجابت/ثانية (أعلى من 5 جيجابت/ثانية، والسرعة الفائقة+ يو إس بي-سي المعتمد 3.1 الجيل سيكون هناك كابلين قادرين على العمل بسرعة 20 جيجابت/ثانية (أعلى من 10 جيجابت/ثانية). إن الزيادة في النطاق الترددي هي نتيجة التشغيل متعدد المسارات عبر الأسلاك الموجودة والتي كانت مخصصة لإمكانات التقليب لموصل يو إس بي-سي.
اليو إس بي يتضمن المعيار 3.2 مواصفات يو إس بي 2.0 مع أربعة أسلاك مخصصة على الطبقة المادية. يشتمل نظام سرعة فائقة محسنة على كليهما، ولكن بشكل منفصل - وبالتوازي مع يو إس بي تنفيذ 2.0:
- يو إس بي فائق السرعة (يعتمد على هندسة السرعة الفائقة وبروتوكولاتها):
  - يو إس بي 3.2 الجيل 1x1 – تم تسويقه حديثًا باسم يو إس بي فائق السرعة 5 جيجابت/ثانية (يحل محل السرعة الفائقة أو إس إس)، 5 معدل الإشارة جيجابت/ثانية على مسار واحد باستخدام تشفير 8ب/10ب (معدل البيانات الخام: 500 ميجابايت/ثانية)؛ يحل محل يو إس بي 3.1 الجيل 1، أو يو إس بي 3.0 على التوالي.
- يو إس بي فائق السرعة بلس (يعتمد على هندسة فائق السرعة بلس والبروتوكولات):
  - يو إس بي 3.2 الجيل 2x1 – تم تسويقه حديثًا باسم يو إس بي فائق السرعة 10 جيجابت/ثانية (يحل محل السرعة الفائقة+ أو إس إس+)،[64] معدل إشارة 10 جيجابت/ثانية على مسار واحد باستخدام تشفير 128ب/132ب (معدل البيانات الخام: 1212 ميجابايت/ثانية)؛ يحل محل يو إس بي 3.1 الجيل 2.
  - يو إس بي 3.2 الجيل 1x2 – جديد، 10 معدل الإشارة جيجابت/ثانية على مسارين باستخدام تشفير 8ب/10ب (معدل البيانات الخام: 1000 ميجا بايت/ثانية).
  - يو إس بي 3.2 الجيل 2x2 – جديد، يتم تسويقه باسم يو إس بي فائق السرعة 20 جيجابت/ثانية، 20 معدل الإشارة جيجابت/ثانية على مسارين باستخدام تشفير 128ب/132ب (معدل البيانات الخام: 2424 ميجا بايت/ثانية).

كما هو الحال مع الإصدار السابق، تنطبق نفس الاعتبارات المتعلقة بالترميز ومعدلات البيانات الخام. على الرغم من أن كلا من الجنرالين 1x2 والجيل إشارة 2(x1) عند 10 جيجابت/ثانية، الجيل يستخدم 1x2 ترميز الخط 8ب/10ب الأقدم والأقل كفاءة مما يؤدي إلى معدل بيانات خام أقل مقارنة بالجيل 2(x1)، على الرغم من أن كلاهما يستخدم بروتوكول فائق السرعة بلس الأحدث.
في مايو 2018، أظهرت شركة سينوبسيس أول يو إس بي 3.2 الجيل وضع التشغيل 2x2، حيث تم توصيل جهاز كمبيوتر يعمل بنظام ويندوز بجهاز تخزين، مما أدى إلى الوصول إلى معدل بيانات متوسط يبلغ 1600 ميجا بايت/ثانية لقراءة الإرساليات المجمعة، وهو ما يمثل 66% من إنتاجها الخام.
يتم دعم يو إس بي 3.2 مع برامج تشغيل يو إس بي الافتراضية لنظام التشغيل ويندوز 10 وفي نواة لينكس 4.18 وما بعدها.
في فبراير 2019، قامت يو إس بي-آي إف بتبسيط إرشادات التسويق من خلال استبعاد وضع الجيل 1x2 وطلبت من شعارات رمح ثلاثي الشعب فائق السرعة أن تتضمن أقصى سرعة نقل.
لا يمكن تشغيل المسارين (يو إس بي 3.2 الجيل 1x2، يو إس بي 3.2 الجيل 2x2) إلا باستخدام أقمشة يو إس بي-سي كاملة الميزات.
| اسم التسويق الموصى به يو إس بي-آي إف | الشعار                 | وضع تشغيل مواصفات يو إس بي 3.2 | أسماء أوضاع التشغيل القديمة (النشر الأول)         | مسار مزدوج             | تراميز الخط    | معدل الإشارة الاسمي | معدل البيانات الخام | معدل الإنتاج الحقيقي المقاس | موصلات الدعم                                     |
| ------------------------------------ | ---------------------- | ------------------------------ | ------------------------------------------------- | ---------------------- | -------------- | ------------------- | ------------------- | --------------------------- | ------------------------------------------------ |
| يو إس بي فائق السرعة 5 جيجابت/ثانية  |                        | يو إس بي 3.2 الجيل 1x1         | يو إس بي 3.0، يو إس بي 3.1 الجيل 1 (يو إس بي 3.0) | لا                     | 8ب/10ب         | 5 جيجابت/ثانية      | 0.5 جيجابت/ثانية    | ≤ 0.45 جيجابت/ثانية         | معيار إس إس-[أ، ب]، إس إس مايكرو-[أ، ب، أ ب]، سي |
| يو إس بي فائق السرعة 10 جيجابت/ثانية |                        | يو إس بي 3.2 الجيل 2x1         | يو إس بي 3.1 الجيل 2 (يو إس بي 3.1)               | لا                     | 128ب/132ب      | 10 جيجابت/ثانية     | 1.2 جيجابت/ثانية    | ≤ 0.8 جيجابت/ثانية          | معيار إس إس-[أ، ب]، إس إس مايكرو-[أ، ب، أ ب]، سي |
| —                                    | يو إس بي 3.2 الجيل 1x2 | — (يو إس بي 3.2)               | نعم                                               | 8ب/10ب                 | 1 جيجابت/ثانية | 10 جيجابت/ثانية     | ≤ 0.70 جيجابت/ثانية | سي                          |                                                  |
| يو إس بي فائق السرعة 20 جيجابت/ثانية |                        | — (يو إس بي 3.2)               | نعم                                               | يو إس بي 3.2 الجيل 2x2 | 128ب/132ب      | 20 جيجابت/ثانية     | 2.4 جيجابت/ثانية    | سي                          | ≤ 1.6 جيجابت/ثانية                               |

## وصلات خارجية
- "Supreme Port: 4 Huge Changes Coming to USB". LaptopMag.com. 16 يناير 2014. مؤرشف من الأصل في 2015-04-19. –  CES 2014 report of a laptop docking port using a single يو إس بي 3.1 port to supply power, video and يو إس بي peripherals